# Верхнє Дору
Верхнє Дору, Алту-Дору (порт. Região Vinhateira do Alto Douro) — історична область в португальській провінції Траз-уж-Монтіш і Алту-Дору, де традиційними методами виробляється вино ось уже протягом двох тисяч років. Район розташований в долині річки Дору трохи вище міста Порту, звідси і назва Алту-Дору, що означає «верхнє Дору».
Об'єкт Світової спадщини ЮНЕСКО (з 2001).
В районі виноградарства й виноробства виробляється багато сортів вин від легких типу бордо до насичених типу бургундського і кріплених вин. Але головним продуктом Алту-Дору по праву вважається портвейн, який став всесвітньо відомим з XVIII століття.